# Eduard Joest

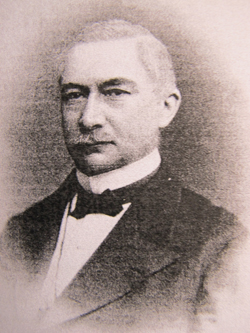
Eduard Joest

Eduard Joest (* 24. September 1821 in Solingen-Mangenberg; † 14. Februar 1892 in Köln:327) war ein deutscher Unternehmer und Zuckerfabrikant.

## Leben
Joest war der vierte von fünf Söhnen von Carl Wilhelm Joest (1786–1848) und dessen Frau Johanna Wilhelmina Christina (Wilhelmine) geborene Schimmelbusch (1785–1862). Sein Vater gründete im September 1831 in Köln die Zuckerraffinerie Schimmelbusch & Joest, die sich unter Leitung von Johann Jakob Langen zur führenden Zuckerraffinerie der Stadt entwickelte. Nach und nach traten die Söhne Carl, Julius, Wilhelm, August und Eduard als Teilhaber in das Unternehmen ein, sodass dieses 1841 in Carl Joest & Söhne umbenannt wurde. Am 5. April 1852 wurde  der Verein der Raffinadeure im Zollverein und in Hannover (heute Verein der Zuckerindustrie) gegründet, den Eduard Joest als Präsident des bedeutendsten Unternehmens leitete.:111 1855 gründeten die Gebrüder vom Rath, die Gebrüder Carstanjen und Carl Joest & Söhne als seinerzeit größte rheinische Zuckerfabriken mit ihren Firmen eine gemeinsame Produktions- und Handelsgesellschaft, die etwa drei Viertel des rheinischen Bedarfs abdeckte. Aus dieser entstand auf Grundlage eines Gesellschaftsvertrags vom Juni 1863:130 im April 1864 der Rheinische Actien-Verein für Zuckerfabrikation mit Eduard Joest als Vorstandsvorsitzendem und Leiter der noch von Carl Joest & Söhne begründeten Rübenzuckerfabrik und Raffinerie am Holzmarkt.:89 Eduard und Julius Joest waren zuletzt die Alleinhaber der Firma Carl Joest & Söhne. 1864 wurde Joest Mitglied des Aufsichtsrats der Cölnischen Lebensversicherungs-Gesellschaft (Colonia).
Eduard Joest war seit 1849 mit Maria Wilhelmine Leiden (1829–1855) verheiratet.:327 Aus der Ehe gingen zwei Kinder hervor, der Sohn Wilhelm Joest (1852–1897) wurde ein bekannter Naturwissenschaftler und Weltreisender. Joest war mehrfach mit den Kölner Bankierfamilien Stein, Deichmann und Schnitzler verschwägert. Um 1850 ließ sich Eduard Joest wie einige Industrielle, Bankiers und Kaufleute aus Köln und dem Ruhrgebiet in Godesberg nieder, wo er als Sommerresidenz eine Villa an der Rosenallee (heute Am Kurpark 7; 1951–1999 Residenz des spanischen Botschafters) in direkter Nachbarschaft zur Villa seines Bruders Julius erbauen ließ.
Joest starb 1892 im Alter von 70 Jahren. Seine Grabstätte auf dem Kölner Melaten-Friedhof wurde 2009 von der Aidshilfe Köln in Patenschaft übernommen, um dort weitere Toten zu bestatten.

## Auszeichnungen
- Geheimer Kommerzienrat[2]:327